# Danuta Minta-Tworzowska
Danuta Minta-Tworzowska (ur. 26 października 1953 w Gostyniu) – polska archeolog specjalizująca się w zakresie teorii, metodologii i historii refleksji w archeologii, profesor nauk humanistycznych.

## Życiorys
Studia magisterskie odbyła w latach 1972-1977 na Uniwersytecie im. Adama Mickiewicza. Magisterium uzyskała na podstawie pracy Systematyka ceramiki kultury przeworskiej z Kruszy Zamkowej, stan. 3. Następnie podjęła pracę zawodową na macierzystym wydziale, uzyskując z dniem 1 lipca 1977 zatrudnienie w Instytucie Prahistorii UAM. 
Stopień doktora nauk humanistycznych w zakresie archeologii uzyskała 2 listopada 1983 na podstawie pracy Elementy metodologii prahistorii w historiozofii P. Teilharda de Chardin pod kierunkiem prof. dr hab. Jana Żaka. 
Stopień doktora habilitowanego nauk humanistycznych w zakresie archeologii uzyskała 16 maja 1994 na podstawie pracy pt. Klasyfikacja w archeologii jako sposób wyrażania wyników badań, hipotez i teorii archeologicznych.. 
Od 1997 jest profesorem Uniwersytetu im. Adama Mickiewicza w Poznaniu. 
W latach 2002–2008 dziekan Wydziału Historycznego UAM (wybrana na dwie kadencje). 
1 września 2008 objęła stanowisko dyrektora Instytutu Prahistorii UAM.
Od 1992 r. jest członkiem Komisja Metod i Teorii Badań Archeologicznych (wcześniej: Komisji Dziejów i Metodologii Badań Archeologicznych) przy Komitecie Nauk Pra- i Protohistorycznych w Warszawie. Od 1999 r. jest wiceprzewodniczącą Komisji (również na kadencję 2008-2010). Od 1995 r. jest członkiem European Association of Archaeologists, od 1996 r.- członkiem Komisji Archeologicznej PAN, a od 2005 r. - członkiem PTPN, którego była także wiceprezesem.
Wypromowała czterech doktorów i ok. 50 magistrów. 

## Nagrody i wyróżnienia
Za swoją działalność została uhonorowana Medalem Komisji Edukacji Narodowej oraz Srebrnym Krzyżem Zasługi. Minta-Tworzowska została uhonorowana także nagrodami III Stopnia Ministra Szkolnictwa Wyższego za pracę habilitacyjną oraz przyznano jej nagrody rektorskie, ostatnie w latach: 2002, 2003, 2004, 2005, 2006, 2007 - w tym także Nagrody Rektorskie I Stopnia.

## Wypromowane przewody doktorskie
- Adrianna Ciesielska Elementy teorii społecznej w archeologii - koncepcje grup, instytucji i struktur społecznych, 2000,
- Przemysław Krajewski Analiza przestrzenna osadnictwa Wyspy Wolin i prawego brzegu Dziwny od środkowego okresu epoki brązu do wczesnej epoki żelaza, 2004,
- Michał Pawleta Koncepcja dziecka i dzieciństwa w perspektywie badań archeologicznych neolitu środkowoeuropejskiego, 2005,
- Rafał Zapłata Archeologiczne studia nad przestrzenią. Zastosowanie Systemów Informacji Geograficznej w badaniach nad wczesnośredniowiecznym osadnictwem grodowym na Pomorzu, 2006.

### Monografie
1984 Elementy metodologii prahistorii w historiozofii P. Teilharda de Chardin, Poznań.

1994 Klasyfikacja w archeologii jako sposób wyrażania wyników badań, hipotez i teorii archeologicznych, Poznań.

2001 (z W. Rączkowski), Archeologia-Paradygmat-Pamięć, Poznań.

2006 (z Ł. Olędzki), Komu potrzebna jest przeszłość, Poznań.

### Artykuły
1980 O metodzie systematyki wytworów kulturowych (na podstawie ceramiki naczyniowej z Kruszy Zamkowej, stan. 3), Fontes Archaeologici Posnanienses, t. 31.

1985 Pradziejowe i wczesnośredniowieczne osadnictwo w rejonie Lwówka, Fontes Archaeologici Posnanienses, t. 34, s. 94-133.

1986 Model prahistorii inspirowany przez historiozofię, Archeologia Polski, t. 31(2), s. 397- 425.

1987 Kwestia postępu poznawczego w archeologii i prahistorii, Folia Praehistorica Posnaniensia, t. 2, s. 5-12.

1987 Prehistorical Sources in Józef Kostrzewski's view, Folia Praehistorica Posnaniensia, t. 3, s. 189- 196.

1991 Ujęcie nauki w historiozofii P. Teilharda de Chardin, Studia Metodologiczne, t. 26, s. 221-236.

1991 (z J. Żak), Problematyka prahistorii pozytywistycznej, Folia Praehistorica Posnaniensia, t. 4, s. 9-25.

1991 Pamięci Profesora Doktora Jana Żaka (1923-1990) współtwórcy współczesnej prahistorii polskiej, Archeologia Polski, t. 36, s. 323-336.

1993 Classification et les moyens d'interpretation dans l'archeologie, Actes du XII Congres de USPP, Bratislava.

1994 Sposoby formułowania hipotez w archeologii i prahistorii, Folia Praehistorica Posnaniensia, t. 6, s. 225-255.

1996 (z W. Rączkowski), Theoretical Traditions in Contemporary Polish Archaeology, Word Archaeological Congres, t. 8, s. 196-209.

1997 Culture and Society in Traditional and Procesual archaeology, Archaeologia Polona, 1997, t. 34, s. 59-81.

1997 Francuska szkoła logicystyczna jako program badań w archeologii, (w:) Archeologia i starożytnicy, Łódź 1997.

1998 Continuity and change of classification in archaeology, (w:) Theory and practice of archaeological research: Dialogue with the data: The archaeology of complex societies and its context in the '90, t. III, Warszawa 1998, s. 191-223.

1998 Jerzego Topolskiego koncepcja źródła historycznego a ujęcia źródeł archeologicznych, (w:) Świat historii, Poznań, 1998, s. 329-340.

2000 Postmodernizm, myśl postrukturalistyczna a archeologia (Zarys problematyki), (w:) Archeologia w teorii i w praktyce, A. Buko & P. Urbańczyk, red., Warszawa 2000, s. 87-97.

2000 Kwestia przełomu metodologicznego w archeologii i prahistorii polskiej (w:) Archeologia i prahistoria polska w ostatnim półwieczu, Poznań 2000, s. 527-537.

2000 Symbole i symbolika w perspektywie badań archeologicznych, (w:) Kultura symboliczna w kręgu pól popielnicowych epoki brązu i wczesnej epoki żelaza w Europie Środkowej, B. Gediga, D. Piotrowska (red.), Warszawa-Wrocław-Biskupin, s. 45-54.

2000 Rekonstrukcje świata pradziejowego wobec krytyki postmodernistycznej, (w:) Kultury pradziejowe a rzeczywistość, S. Tabaczyński (red.), Warszawa, s. 185-195.

2000 Rola i znaczenie doświadczenia w archeologii, Przegląd Archeologiczny, t. 48, s. 5-18.

2000 Świat archeologii w świetle źródeł archeologicznych, Acta historica et museologica Universitatis Silesianae Opaviensis, t. 5, Opava, s. 49-59.

2001 (z W. Rączkowski), Archeologia - Paradygmat - Pamięć. W dziesiątą rocznicę śmierci Profesora Jana Żaka, [w:] Archeologia. Paradygmat. Pamięć, (red.) D. Minta-Tworzowska, W. Rączkowski, Poznań, s. 7-15.

2002 Between a community of inspiration and the separateness of archaeological traditions, (w: ) Archaologien Europas/ Archaeologies of Europe. Geschichte, Methoden und Theorien/ History, Methods and Theories, Munster, Tuebinger Archaeologische Taschenbucher, P. Biehl, A. Gramsch, A. Marcinak, red., New York, Munchen, Berlin, s. 53 - 64.

2002 Debates contemporancos na Arqueologia: o examplo da classificacio, parte 2, Revista de História da Arte e Arqueologia, t. 4.

2003 Zakończenie - kilka refleksji na temat refleksji o przeszłości, [w:] Wiara pamięć archeologia, Ł. Olędzki (red.), Poznań, s. 255-262.

2003 "Archeologies East - Archaeologies West", sprawozdanie z międzynarodowej konferencji w Poznaniu, Folia Praehistorica Posnaniensia, t. X/XI, 2003, s. 373-383.

2003 Archeologia- Paradygmat-Pamięć. W dziesiątą rocznicę śmierci Profesora Jana Żaka, Folia Praehistorica Posnaniensia, t. X/XI, s. 383-394.

2004 Zamiast zakończenia, (w) Horyzonty archeologii, K. Jasiewicz & M. Rozwadowski (red.), Poznań 2004, s. 117-120.

2004 Les heros dans l'histoire - resume, [w:] Les heros dans l'histoire- Colloque Poznań, M.Kujawska, B. Jewsiewicki (red.), Laval, s. 7-11.

2005 (z W. Rączkowski), Overcoming the barriers: Jan Żak's involvement in bulding contacts with German archaeology, Archaeologia Polona, vol. 42, s. 128-143.

2006 Archeolog i inni "kulturolodzy" wobec pytania o potrzebę przeszłości, [w:] Komu potrzebna jest przeszłość, D. Minta-Tworzowska & Ł. Olędzki (red.), Poznań, s. 25-33.

2006 (z Ł. Olędzkim), Słowo wstępne, czyli komu potrzebna jest przeszłość, [w:] Komu potrzebna jest przeszłość, D. Minta-Tworzowska & Ł. Olędzki (red.), Poznań, s. 5-25.

2006 Interdyscyplinarność badań naukowych a archeologia, (w:) Studia i materiały do dziejów Pałuk, t. VI - XXV lat badań archeologiczno-architektonicznych w Łekneńskim kompleksie osadniczym, A. Wyrwa (red.), Poznań 2006, s. 17-27.

2006 Interdisciplinary research and archaeology, Archaeologia Polona, 2006, vol. 44, s. 227-237.

2007 (z W. Rączkowski), Standardy teoretyczne we współczesnej polskiej archeologii, (w:) Pół wieku z dziejów archeologii polskiej, J. Lech (red.), Warszawa, s. 219-247.

### Prace popularnonaukowe
2006 Wydział Historyczny - jego wczoraj, dziś i jutro, [w:] 30. rocznica utworzenia Wydziału Historycznego Uniwersytetu im. A. Mickiewicza w Poznaniu, Poznań, 2006, s. 7-13.

2006 (z K. Jasiewicz) Instytut Prahistorii UAM, [w:] 30. rocznica utworzenia Wydziału Historycznego Uniwersytetu im. A. Mickiewicza w Poznaniu, Poznań, 2006 s. 42-51.